# Enicospilus cybele
Enicospilus cybele là một loài tò vò trong họ Ichneumonidae.